# Ferdinand Cornet de Grez
Le comte Ferdinand-Gommaire-Joseph Cornet de Grez d'Elzius, né le 5 octobre 1797 à Bruxelles et mort le 25 janvier 1869 à Bruxelles, est un homme politique belge.

## Fonctions et mandats
- Bourgmestre de Tourneppe : 1827-1859
- Membre de la Seconde Chambre aux États généraux du royaume des Pays-Bas : 1829-1830
- Membre du Congrès national : 1830-1831
- Conseiller communal de Bruxelles : 1830-1834
- Membre de la Chambre des représentants de Belgique : 1834-1837

La rue Cornet de Grez a été nommé en son honneur.

## Sources
- Le Parlement belge 1831-1894, p. 79.
- J. Stengers, J.-L. De Paepe, M. Gruman e.a., 'Index des éligibles au Sénat (1831-1893), Brussel, 1975.
- M. Magits, De volksraad en de opstelling van de Belgische grondwet van 7 februari 1831. Een bijdrage tot de wordingsgeschiedenis van de Belgische Konstitutie, Annexes, p. 34.
- Carl BEYAERT, Biographies des membres du Congrès national, Brussel, 1930, p. 45
- Paul Verhaegen, Le conseiller d'Etat comte Cornet de Grez, 1735-1811, Brussel, 1934